# Liste der Biografien/Jon
Liste der Biografien |
Portal Biografien |
Personensuche
# |
A |
B |
C |
D |
E |
F |
G |
H |
I |
J |
K |
L |
M |
N |
O |
P |
Q |
R |
S |
T |
U |
V |
W |
X |
Y |
Z |
?
 
Ja |
Jb |
Jd |
Je |
Jh |
Ji |
Jj |
Jl |
Jn |
Jm |
Jo |
Jp |
Jr |
Js |
Jt |
Ju |
Jv |
Jw |
Jy
 
Joa–Jog |
Joh |
Joi–Jom |
Jon |
Joo |
Jop |
Jor |
Jos |
Jot |
Jou |
Jov |
Jow |
Jox |
Joy |
Joz
 
Jona |
Jonc |
Jond |
Jone |
Jong |
Joni |
Jonj |
Jonk |
Jonl |
Jonn |
Jono |
Jonq |
Jons |
Jont |
Jonu |
Jonx |
Jony |
Jonz
Die Liste der Biografien führt alle Personen auf, die in der deutschsprachigen Wikipedia einen Artikel haben. Dieses ist eine Teilliste mit 70 Einträgen von Personen, deren Namen mit den Buchstaben „Jon“ beginnt.

## Jon
- Jón Arason (1484–1550), letzter katholischer Bischof Islands
- Jón Arnar Magnússon (* 1969), isländischer Leichtathlet
- Jón Árnason (1665–1743), isländischer Geistlicher, Bischof von Skálholt
- Jón Árnason (1819–1888), isländischer Autor und Sammler isländischer Märchen und Sagen
- Jón Arnór Stefánsson (* 1982), isländischer Basketballspieler
- Jón Axel Guðmundsson (* 1996), isländischer Basketballspieler
- Jón Baldvin Hannibalsson (* 1939), isländischer Politiker
- Jon Birgisson († 1157), Erzbischof von Norwegen
- Jón Bjarnason (* 1943), isländischer Politiker
- Jón Bjarni Atlason (* 1971), isländischer Germanist und Übersetzer
- Jón Daði Böðvarsson (* 1992), isländischer Fußballspieler
- Jón Dagur Þorsteinsson (* 1998), isländischer Fußballspieler
- Jón Dan Jónsson (1915–2000), isländischer Schriftsteller
- Jón frá Pálmholti (1930–2004), isländischer Schriftsteller
- Jón Gerreksson († 1433), Bischof von Skálholt im Süden Islands
- Jón Gíslason (* 1983), isländischer Eishockeyspieler
- Jón Gnarr (* 1967), isländischer Komiker, Musiker, Schriftsteller und PolitikerJón Gnarr (* 1967)

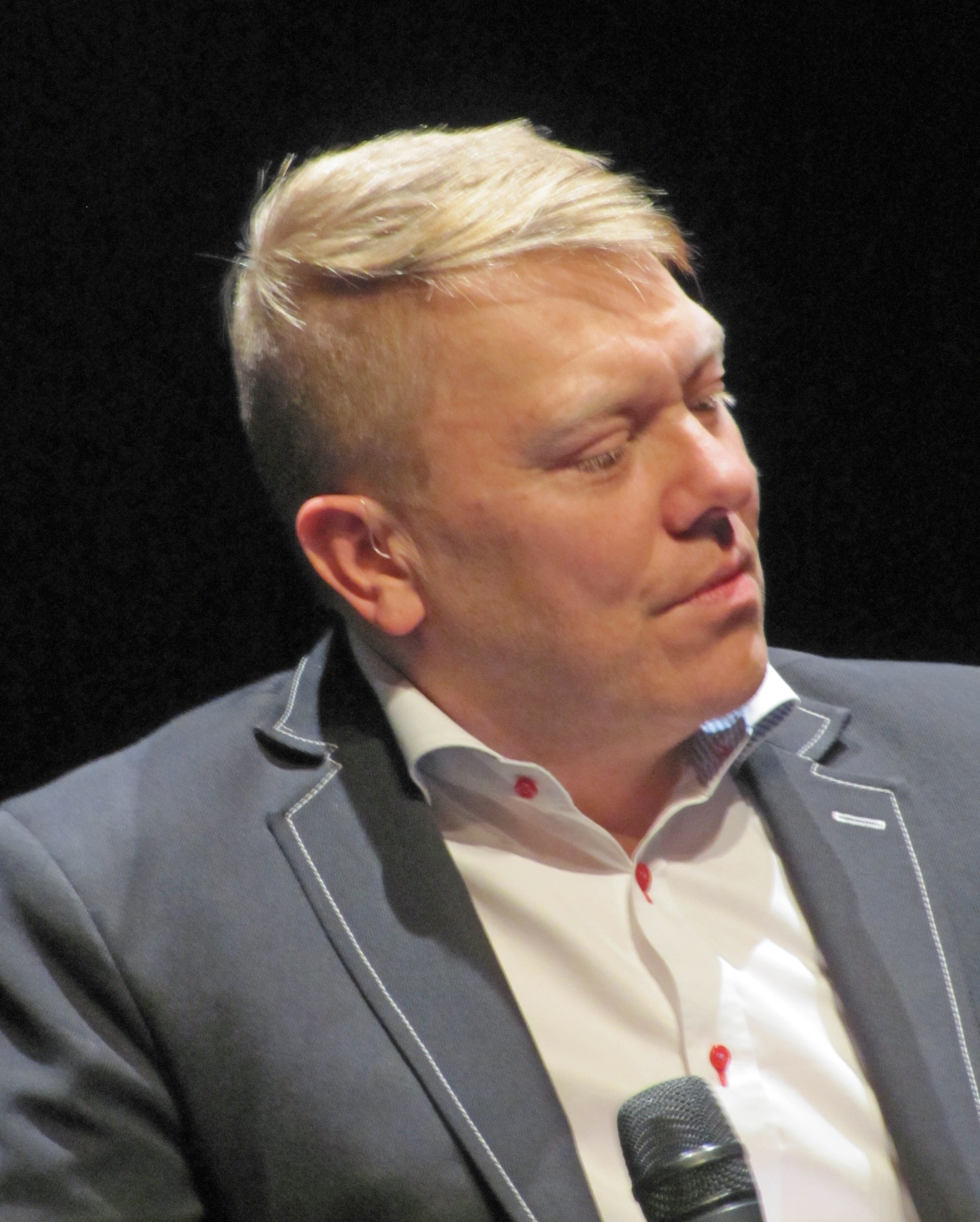
Jón Gnarr (* 1967)

- Jón Guðmundsson (1574–1658), isländischer Autodidakt und Dichter
- Jón Guðni Fjóluson (* 1989), isländischer Fußballspieler
- Jón Gunnar Árnason (1931–1989), isländischer Bildhauer
- Jón Gunnarsson (* 1956), isländischer Politiker (Unabhängigkeitspartei)
- Jón Halldórsson (1275–1339), Dominikaner, Bischof in Island
- Jón Halldórsson (1889–1984), isländischer Leichtathlet
- Jón Helgason (1866–1942), isländischer Bischof
- Jón Helgason (1899–1986), isländischer Philologe und Lyriker
- Jón Helgason (1914–1981), isländischer Schriftsteller
- Jón Ingi Guðmundsson (1909–1989), isländischer Wasserballspieler
- Jón Jóhannesson (1909–1989), isländischer Badmintonspieler
- Jón Jónsen (1896–1981), isländischer Langstreckenläufer
- Jón Jónsson (1908–1973), isländischer Wasserballspieler
- Jón Jósep Snæbjörnsson (* 1977), isländischer Popsänger
- Jón Kalman Stefánsson (* 1963), isländischer SchriftstellerJón Kalman Stefánsson (* 1963)

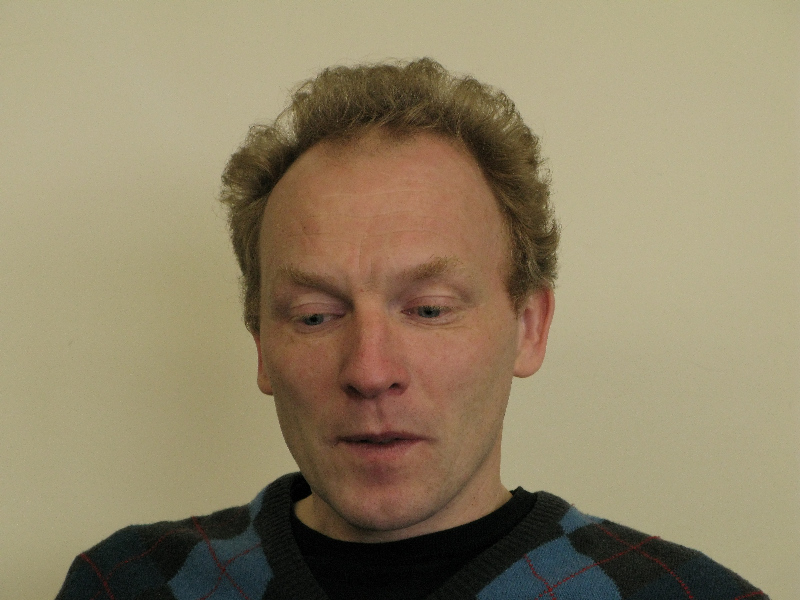
Jón Kalman Stefánsson (* 1963)

- Jón Karl Sigurðsson (1932–2019), isländischer Skirennläufer
- Jón Kristjánsson (1920–1996), isländischer Skilangläufer
- Jon Kuvlung († 1188), norwegischer Gegenkönig
- Jón Laxdal (1933–2005), isländischer Schauspieler, Regisseur
- Jón Leifs (1899–1968), isländischer Komponist und Dirigent
- Jón Loftsson (1124–1197), isländischer Gode, Gelehrter und Angehöriger der Oberschicht
- Jón Loftur Árnason (* 1960), isländischer Schachspieler
- Jón Magnússon (1859–1926), isländischer Politiker und zweifacher Justiz- und Premierminister Islands
- Jón Nordal (1926–2024), isländischer Komponist und Pianist
- Jón Ögmundsson (1052–1121), isländischer Bischof
- Jón Ólafsson (1593–1679), isländischer Abenteurer, der in dänischen Diensten sowohl Spitzbergen, als auch Indien bereiste
- Jón Óskar (1921–1998), isländischer Dichter, Autor, Musiker und Übersetzer
- Jón Páll Bjarnason (1938–2015), isländischer Jazzmusiker (Gitarre)
- Jón Páll Sigmarsson (1960–1993), isländischer Strongman, Powerlifter und BodybuilderJón Páll Sigmarsson (1960–1993)

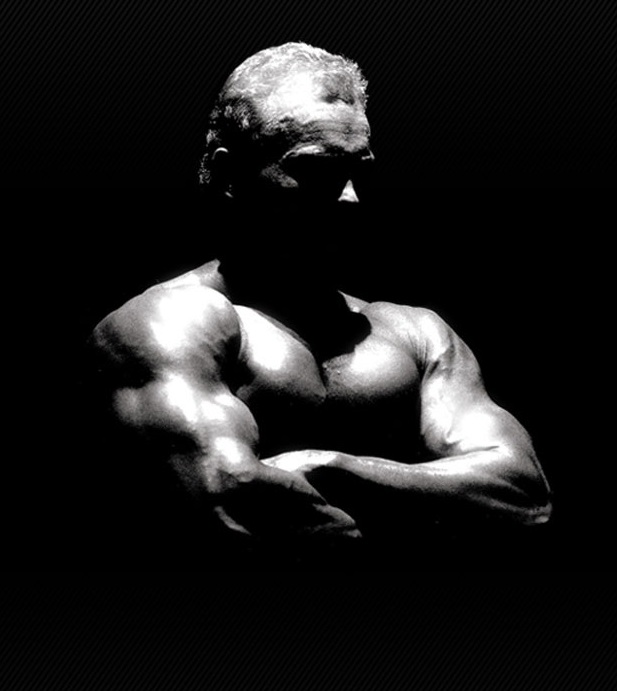
Jón Páll Sigmarsson (1960–1993)

- Jón Pálmason (1888–1973), isländischer Politiker (Unabhängigkeitspartei)
- Jón Sigurðsson (1811–1879), Vorkämpfer für Islands Selbstständigkeit
- Jón Steindór Valdimarsson (* 1958), isländischer Politiker (Viðreisn)
- Jón Steingrímsson (1728–1791), isländischer Priester
- Jón Steinsson (* 1976), US-amerikanisch-isländischer Ökonom
- Jon Stephenson von Tetzchner (* 1967), isländischer Telekommunikations-Forscher
- Jón Sveinsson (1857–1944), isländischer Schriftsteller
- Jón Þór Birgisson (* 1975), isländischer Gitarrist und Sänger
- Jón Þór Ólafsson (* 1977), isländischer Politiker (Píratar)
- Jón Þórðarson, isländischer Priester und einer der Verfasser der Flateyjarbók
- Jón Þorláksson (1744–1819), isländischer Schriftsteller
- Jón Þorláksson (1877–1935), isländischer Politiker
- Jón Thoroddsen († 1868), isländischer Schriftsteller
- Jón Trausti (1873–1918), isländischer Schriftsteller
- Jón úr Vör (1917–2000), isländischer Schriftsteller
- Jón Vídalín (1666–1720), isländischer Geistlicher, Bischof von Skálholt
- Jon, Anand (* 1973), US-amerikanischer Modeschöpfer
- Jon, Chol-ho (* 1969), nordkoreanischer Gewichtheber
- Jon, Kwang-ik (* 1988), nordkoreanischer Fußballspieler
- Jon, Lil (* 1971), US-amerikanischer Rapper und MusikproduzentLil Jon (* 1971)

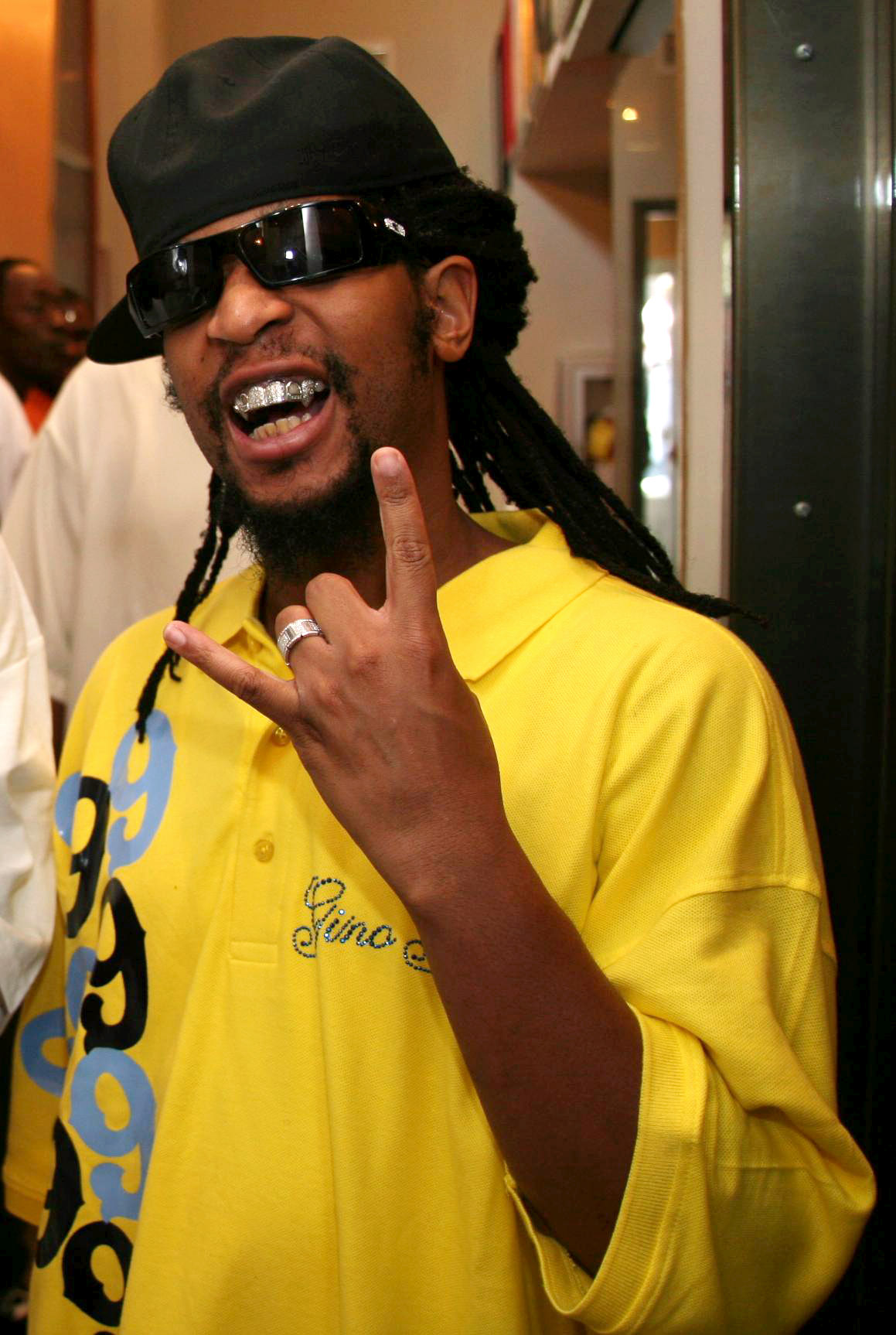
Lil Jon (* 1971)

- Jon, Pyong-ho (1926–2014), nordkoreanischer Politiker
- Jon, Song-chol (* 1985), nordkoreanischer Eishockeyspieler
- Jon, Yong-jin († 2014), nordkoreanischer Politiker, Botschafter in Kuba
- Jon-Yakitory, japanischer Musiker und Musikproduzent